# 亞堯卡區
12°35′32″S 76°02′12″W / 12.59222°S 76.03667°W
亞堯卡區（西班牙語：Distrito de Ayauca），是秘魯的一個區，位於該國中南部利馬大區的堯約斯省，始建於1920年8月16日，面積438.8平方公里，海拔高度3,125米，2005年人口1,334，人口密度每平方公里3人。